# La Roque-sur-Pernes
Pour les articles homonymes, voir La Roque et Pernes.
La Roque-sur-Pernes est une commune française située dans le département de Vaucluse, en région Provence-Alpes-Côte d'Azur.

## Géographie

### Localisation
Le bourg est situé à environ cinq kilomètres de Pernes-les-Fontaines, perché sur les monts de Vaucluse à proximité du Beaucet.
L'autoroute la plus proche est l'autoroute A7 et la gare TGV celle d'Avignon.
Le territoire de la commune est limitrophe de ceux de quatre communes :
|                      | Saint-Didier        |            |
| Pernes-les-Fontaines | La Roque-sur-Pernes | Le Beaucet |
|                      | Saumane-de-Vaucluse |            |

### Géologie et relief
La superficie de la commune est de 11,03 km2 ; son altitude varie de 142  à   502 m.
La commune est posée sur l'extrémité sud-ouest des monts de Vaucluse, massif formé de calcaires de l'ère secondaire, souvent perméables. L'eau s'enfonce dans la roche, créant des réseaux souterrains (système karstique), ressortant aux points bas comme la Fontaine-de-Vaucluse.

### Climat
Pour des articles plus généraux, voir Climat de Provence-Alpes-Côte d'Azur et Climat de Vaucluse.
En 2010, le climat de la commune est de type climat méditerranéen franc, selon une étude du Centre national de la recherche scientifique s'appuyant sur une série de données couvrant la période 1971-2000. En 2020, Météo-France publie une typologie des climats de la France métropolitaine dans laquelle la commune est exposée à un climat méditerranéen et est dans la région climatique  Provence, Languedoc-Roussillon, caractérisée par une pluviométrie faible en été, un très bon ensoleillement (2 600 h/an), un été chaud (21,5 °C), un air très sec en été, sec en toutes saisons, des vents forts (fréquence de 40 à 50 % de vents > 5 m/s) et peu de brouillards. 
Pour la période 1971-2000, la température annuelle moyenne est de 12,9 °C, avec une amplitude thermique annuelle de 17,2 °C. Le cumul annuel moyen de précipitations est de 753 mm, avec 6 jours de précipitations en janvier et 2,9 jours en juillet. Pour la période 1991-2020, la température moyenne annuelle observée sur la station météorologique de Météo-France la plus proche, « Cabrières d'Avignon », sur la commune de Cabrières-d'Avignon à 10 km à vol d'oiseau, est de 14,0 °C et le cumul annuel moyen de précipitations est de 696,9 mm. 
La température maximale relevée sur cette station est de 43,2 °C, atteinte le 28 juin 2019 ; la température minimale est de −15,2 °C, atteinte le 7 janvier 1985,,. 
Les paramètres climatiques de la commune ont été estimés pour le milieu du siècle (2041-2070) selon différents scénarios d'émission de gaz à effet de serre à partir des nouvelles projections climatiques de référence DRIAS-2020. Ils sont consultables sur un site dédié publié par Météo-France en novembre 2022.

#### Le mistral
Dans cette commune qui produit des ventoux (AOC), aucun vigneron ne se plaint du mistral, même violent, car celui-ci a des avantages bénéfiques pour le vignoble. Appelé le « mango-fango », le mangeur de boue, il élimine toute humidité superflue après les orages, dégage le ciel et lui donne sa luminosité, préserve les vignes de nombre de maladies cryptogamiques et les débarrasse d'insectes parasites.

### Milieux naturels et biodiversité

#### Espace protégé et géré
La protection réglementaire est le mode d’intervention le plus fort pour préserver des espaces naturels remarquables et leur biodiversité associée.
Dans ce cadre, la commune fait partie d'un espace protégé : la réserve de Biosphère du mont Ventoux, zone de transition.

#### Zones naturelles d'intérêt écologique, faunistique et floristique
L’inventaire des zones naturelles d'intérêt écologique, faunistique et floristique (ZNIEFF) a pour objectif de réaliser une couverture des zones les plus intéressantes sur le plan écologique, essentiellement dans la perspective d’améliorer la connaissance du patrimoine naturel national et de fournir aux différents décideurs un outil d’aide à la prise en compte de l’environnement dans l’aménagement du territoire.
Le territoire communal comprend deux ZNIEFF de type 1 : 
- les combes septentrionales des monts de Vaucluse, de Vaulongue à Saint-Gens[12] ;
- les combes occidentales des monts de Vaucluse, de Valescure à la grande combe[13].

et une ZNIEFF de type 2 : les monts du Vaucluse.

## Urbanisme

### Typologie
Au 1er janvier 2024, La Roque-sur-Pernes est catégorisée commune rurale à habitat dispersé, selon la nouvelle grille communale de densité à sept niveaux définie par l'Insee en 2022.
Elle est située hors unité urbaine. Par ailleurs la commune fait partie de l'aire d'attraction de Carpentras, dont elle est une commune de la couronne,. Cette aire, qui regroupe 21 communes, est catégorisée dans les aires de 50 000 à moins de 200 000 habitants,.

### Occupation des sols
L'occupation des sols de la commune, telle qu'elle ressort de la base de données européenne d’occupation biophysique des sols Corine Land Cover (CLC), est marquée par l'importance des forêts et milieux semi-naturels (68,4 % en 2018), en augmentation par rapport à 1990 (66,1 %). La répartition détaillée en 2018 est la suivante : 
forêts (54,9 %), zones agricoles hétérogènes (25,4 %), milieux à végétation arbustive et/ou herbacée (13,5 %), zones urbanisées (3,6 %), prairies (2,6 %). L'évolution de l’occupation des sols de la commune et de ses infrastructures peut être observée sur les différentes représentations cartographiques du territoire : la carte de Cassini (XVIIIe siècle), la carte d'état-major (1820-1866) et les cartes ou photos aériennes de l'IGN pour la période actuelle (1950 à aujourd'hui).

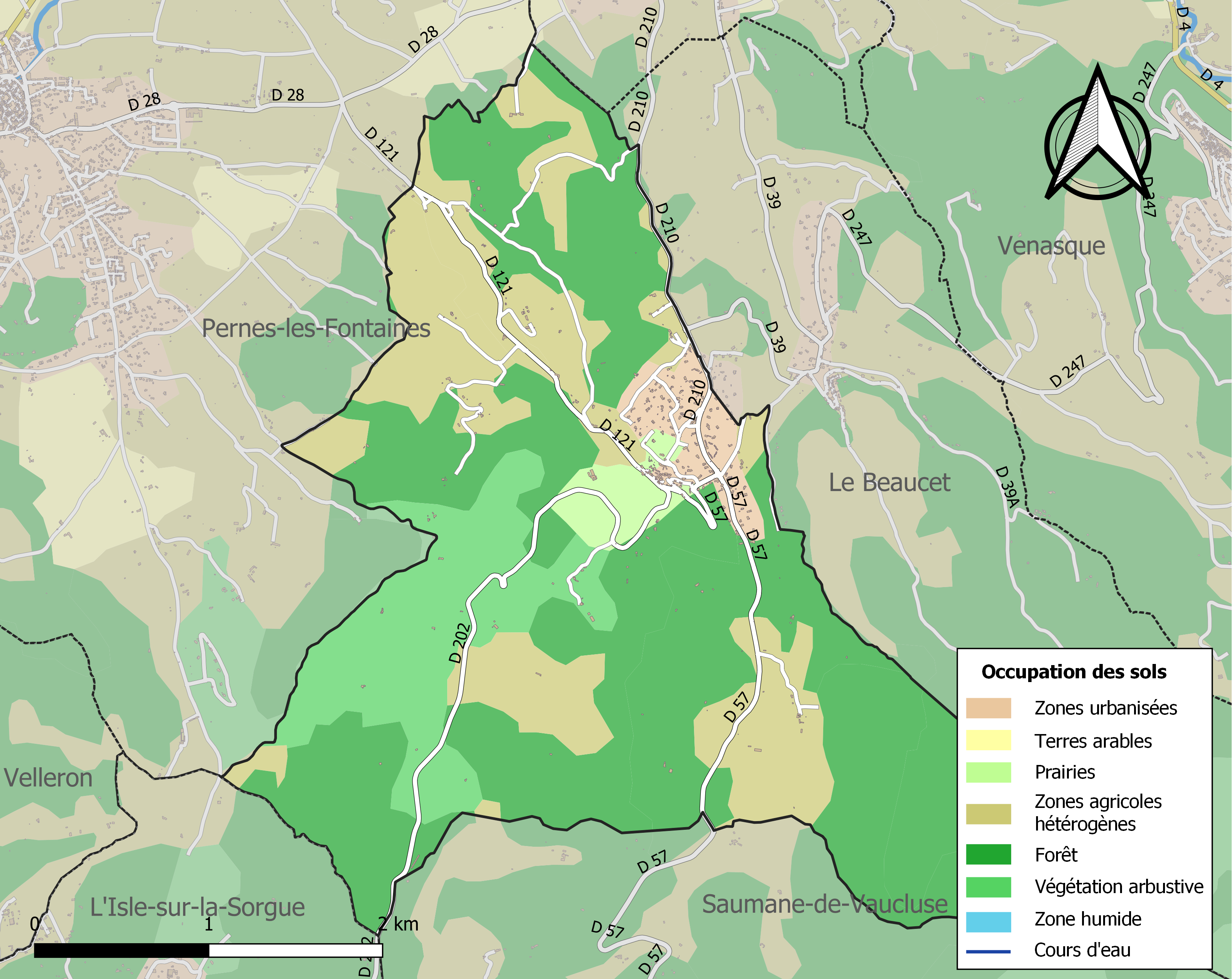
Carte des infrastructures et de l'occupation des sols de la commune en 2018 (CLC).

### Risques naturels et technologiques
Les cantons de Bonnieux, Apt, Cadenet, Cavaillon, et Pertuis sont classés en zone Ib (risque faible). Tous les autres cantons du département de Vaucluse, dont celui de Pernes-les-Fontaines auquel est rattachée la commune, sont classés en zone Ia (risque très faible). Ce zonage correspond à une sismicité ne se traduisant qu'exceptionnellement par la destruction de bâtiments.

## Histoire

### Préhistoire et Antiquité
Des fouilles de l'hypogée de la Sanguinouse ont permis de mettre au jour un cimetière chalcolithique (entre -2300 et -1900 ans). Ce sont entre 50 et 60 corps, inhumés dans un espace de 10 m2 qui ont été exhumés. À leurs côtés se trouvaient des lames de silex, des pointes de flèches, des grattoirs ainsi que des reliefs de repas mortuaires : mouton, sanglier, cerf, cheval et lapin.

### Moyen Âge
Le village est cité en 1113 sous le nom de Rocha.

### Renaissance
Dans la nuit du 10 décembre 1573, les religionnaires de Ménerbes, avec l'aide de ceux de Joucas, s'emparèrent du village. Ils en repartirent six jours après, traînant derrière eux une caravane de cent mulets chargés de butin, de soixante bœufs et de trois cents cochons.

### Époque moderne
Les premiers écrits relatant l'apparition de la culture de la vigne sur le territoire datent du XVIIe siècle. Le 12 août 1793 fut créé le département de Vaucluse, constitué des districts d'Avignon et de Carpentras, mais aussi de ceux d'Apt et d'Orange, qui appartenaient aux Bouches-du-Rhône, ainsi que du canton de Sault, qui appartenait aux Basses-Alpes.

### Époque contemporaine
En 1900, pour la première fois apparait l’appellation côtes-du-ventoux. Ce baptême a lieu pour un repas de noce. Sur le menu est calligraphié vins des Côtes du Ventoux et des Crans. Ces vins sont tous millésimés et datés de 1870, 1890 et 1895, soit des vins vieux de 5 à 30 ans. C'est à partir de 1939  que les vignerons du secteur constituent un syndicat des vins du Ventoux. Grâce à leur action, leurs vins sont classés en Vin Délimité de Qualité Supérieure (VDQS) dès 1953 puis accèdent enfin à l’AOC le 27 juillet 1973.
En 1950, sur une action de Robert Schuman le village, dépeuplé, accueille des personnes d'origine française venues du Banat de Temesvar et contraintes de fuir la région après la Seconde Guerre mondiale,. Leurs ancêtres étaient partis de Lorraine s'installer en Roumanie après le départ des Ottomans et l'émigration paysanne occidentale qui avait suivi, principalement germanophone, dans la plaine du Banat au XVIIIe siècle.

## Politique et administration

### Découpage territorial
La commune se trouve dans l'arrondissement de Carpentras du département du Vaucluse.

#### Commune et intercommunalités
La commune fait partie de la communauté d'agglomération Ventoux-Comtat Venaissin.

#### Circonscriptions administratives
La commune est rattachée au canton de Pernes-les-Fontaines.

#### Circonscriptions électorales
Pour l'élection des députés, la commune fait partie de la troisième circonscription de Vaucluse.

### Élections municipales et communautaires

#### Liste des maires
| Période                                  | Période   | Identité            | Étiquette | Qualité                                           |
| ---------------------------------------- | --------- | ------------------- | --------- | ------------------------------------------------- |
|                                          | 1976      | Édouard Delebecque  | SE        | Professeur de grec à la faculté d'Aix-en-Provence |
| 1976                                     | 1990      | Marcel Fally        | SE        | Instituteur                                       |
| 1990                                     | juin 1995 | Léo Labarbarie      | SE        | Notaire                                           |
| juin 1995                                | 2023      | Joseph Bernhardt    | SE        | Professeur                                        |
| février 2023                             | En cours  | Philippe Delebecque | SE        | Professeur de droit                               |
| Les données manquantes sont à compléter. |           |                     |           |                                                   |

## Équipements et services publics

### Eau et déchets
La collecte et traitement des déchets des ménages et déchets assimilés et la protection et mise en valeur de l'environnement se font dans le cadre de la communauté d'agglomération Ventoux-Comtat Venaissin.

### Enseignement
La commune de La Roque-sur-Pernes possède une école primaire publique.
Ensuite les enfants vont au collège Charles-Doche à Pernes-les-Fontaines, les lycées les plus proches se trouvent à Carpentras et L'Isle-sur-la-Sorgue.

### Santé
Hôpital à Carpentras, centre de radiographie à Pernes-les-Fontaines et L'Isle-sur-la-Sorgue.

## Démographie
En 1861, il y avait à La Roque 383 habitants, en 1948 seulement 88. En 1950, 30 familles de réfugiés originaires du Banat roumain et du Banat serbe, baptisés par la presse « Français du Banat » en raison de leurs origines lorraines et alsaciennes (voir Allemands du Banat), furent installées dans la commune,.
L'évolution du nombre d'habitants est connue à travers les recensements de la population effectués dans la commune depuis 1793. Pour les communes de moins de 10 000 habitants, une enquête de recensement portant sur toute la population est réalisée tous les cinq ans, les populations de référence des années intermédiaires étant quant à elles estimées par interpolation ou extrapolation. Pour la commune, le premier recensement exhaustif entrant dans le cadre du nouveau dispositif a été réalisé en 2005.

En 2022, la commune comptait 431 habitants, en évolution de +4,11 % par rapport à 2016 (Vaucluse : +1,73 %, France hors Mayotte : +2,11 %).
| 1793 | 1800 | 1806 | 1821 | 1831 | 1836 | 1841 | 1846 | 1851 |
| ---- | ---- | ---- | ---- | ---- | ---- | ---- | ---- | ---- |
| 325  | 297  | 305  | 325  | 352  | 332  | 341  | 346  | 358  |

| 1856 | 1861 | 1866 | 1872 | 1876 | 1881 | 1886 | 1891 | 1896 |
| ---- | ---- | ---- | ---- | ---- | ---- | ---- | ---- | ---- |
| 347  | 383  | 381  | 368  | 344  | 291  | 245  | 260  | 253  |

| 1901 | 1906 | 1911 | 1921 | 1926 | 1931 | 1936 | 1946 | 1954 |
| ---- | ---- | ---- | ---- | ---- | ---- | ---- | ---- | ---- |
| 259  | 242  | 226  | 150  | 130  | 132  | 95   | 86   | 149  |

| 1962 | 1968 | 1975 | 1982 | 1990 | 1999 | 2005 | 2006 | 2010 |
| ---- | ---- | ---- | ---- | ---- | ---- | ---- | ---- | ---- |
| 175  | 233  | 235  | 262  | 357  | 447  | 425  | 411  | 431  |

| 2015 | 2020 | 2022 | - | - | - | - | - | - |
| ---- | ---- | ---- | - | - | - | - | - | - |
| 417  | 417  | 431  | - | - | - | - | - | - |

### Sports et loisirs
Nombreux équipements sportifs à Pernes-les-Fontaines.
Possibilités de randonnées pédestres, équestres et cyclistes.

### Vie associative
La plus ancienne association locale est le Foyer rural des jeunes et d'éducation populaire (FRJEP). Cette association organisa cinq éditions de la coupe de France de course de landaus, attirant près de 5 000 personnes dans le village.
Aujourd'hui d'autres associations participent à l'animation du village : le football club roquerois, l'amicale laïque, la bibliothèque, la maison de l'histoire locale.

## Économie

### Agriculture
L'agriculture tient une place importante. On trouve entre autres la culture de vignes, de cerisiers, d'oliviers, de chênes truffiers, d'amandiers, etc.
La commune produit du vin en appellation d'origine contrôlée ventoux.

### Tourisme
Comme de nombreuses communes du département de Vaucluse, le tourisme tient aussi une part importante de l'économie locale. Les locations saisonnières, gites, etc. permettent l'accueil des touristes. La commune est située entre plusieurs pôles d'attraction : le Luberon, le golf de Saumane, la Fontaine de Vaucluse et L'Isle-sur-la-Sorgue au sud, Pernes-les-Fontaines, le Comtat Venaissin et le mont Ventoux à l'ouest et au nord, et enfin le Beaucet, petite commune sujette à un pèlerinage à Saint-Gens une fois par an, le 16 mai.
Les Éditions VDB, éditeurs de livres parlés, y ont leur siège.
Enfin, on peut noter la présence d'un petit artisanat d'art.

## Culture locale et patrimoine

### Lieux et monuments
- Le château du XIe siècle.
- l'église Saint-Pierre-et-Saint-Paul datant de 1758.
- Plusieurs fontaines et lavoirs.
- Les ruelles caladées.

Les fouilles ont permis de mettre au jour un vase et des objets de l'industrie lithique du Néolithique final.

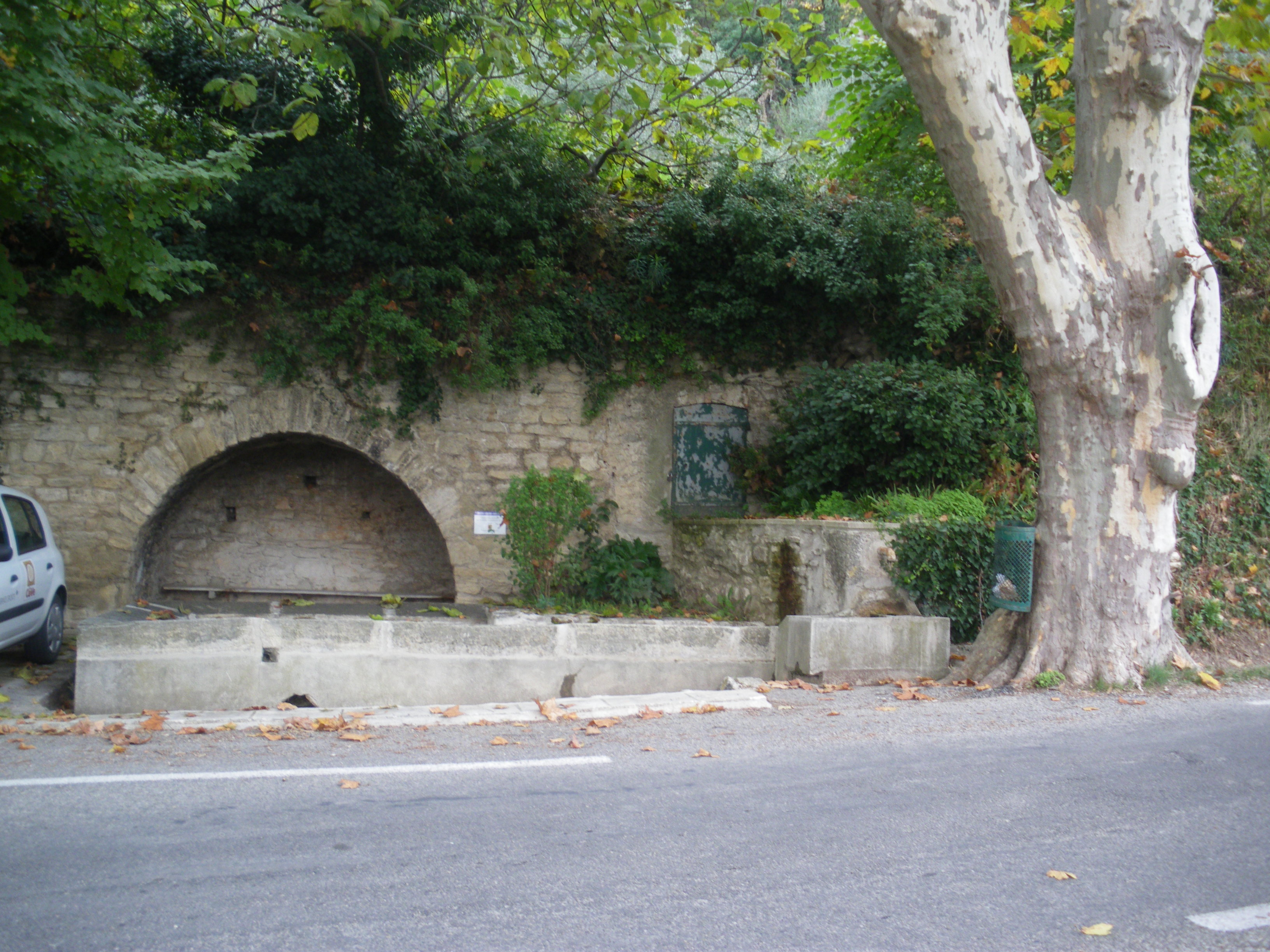
Le lavoir.
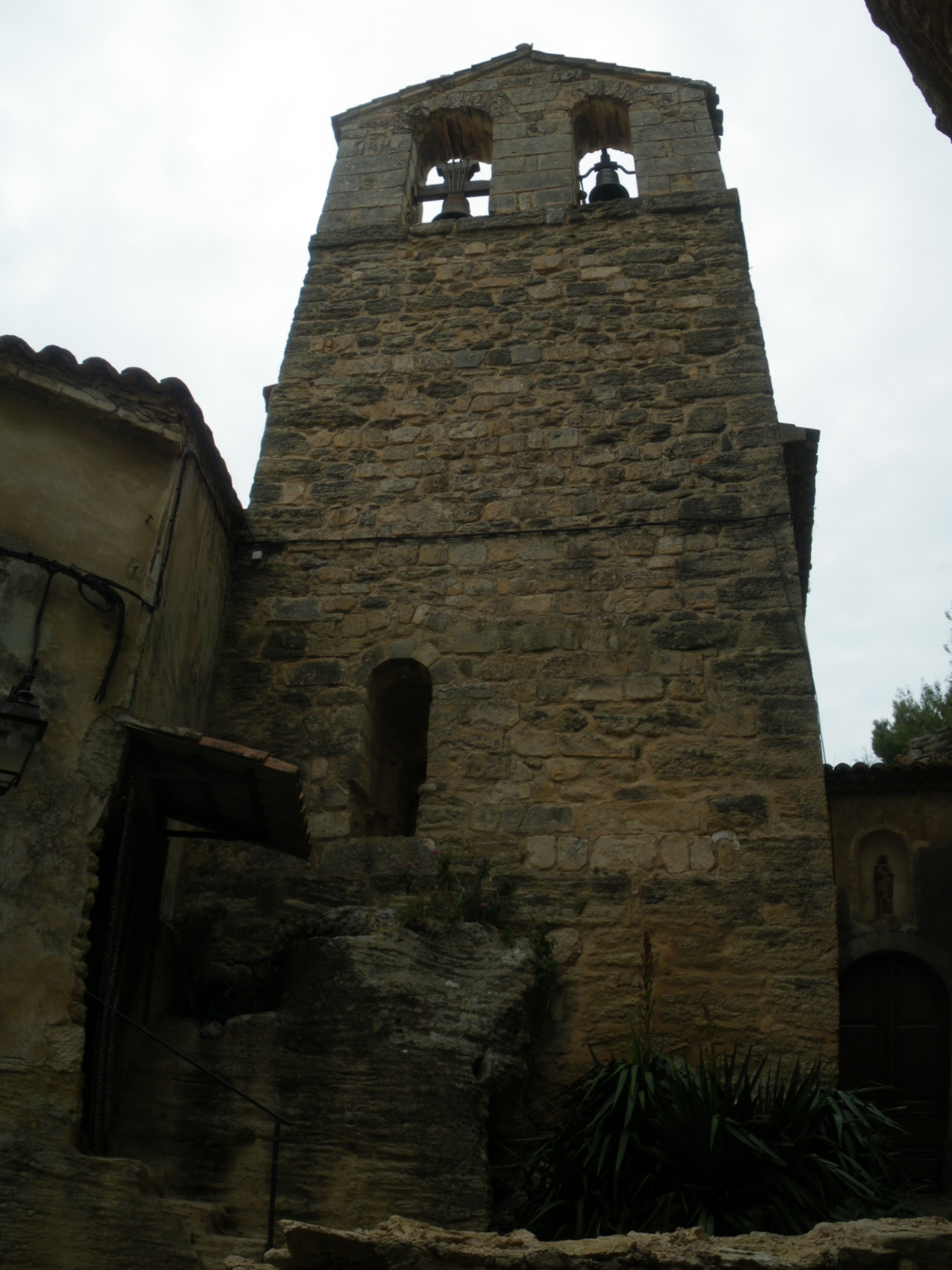
Clocher de l'église Saint-Pierre-et-Saint-Paul.

### Personnalités liées à la commune
Les Pérussis et les Brantes furent seigneurs du village de Seguins.

### Héraldique
Les armes de la Roque-sur-Pernes sont empruntées à la famille de Seguins, dont Sébastien de Seguins fut un des premiers seigneurs de la Roque-sur-Pernes, qui était auparavant directement inféodé au gouvernement du Comtat Venaissin, avant de passer par les mains de Boniface de Pérussis, êvéque de Lescar et Recteur du Comtat Venaissin en 1499, puis Sébastien de Seguins. Sébastien de Seguins fit même renommé le village de la Roque-sur-Pernes en la Roque-des-Seguins.
| blason officiel de la Commune de La Roque sur Pernes | Les armes peuvent se blasonner ainsi : D'azur à la huppe essorante d'argent, becquée et onglée de gueules, accompagnée de sept étoiles d'or, quatre rangées en chef et trois en pointe 2 et 1. |

Cependant, au XVIIe siècle, la seigneurie de la Roque-sur-Pernes passe aux mains de la famille de Serre de la Roque, puis en 1741, la seigneurie est vendue 16000 livres à André-Marie de Centenier, Viguier de Pernes.
| Armes de la famille de Perussis du Comtat | Les armes de Perussis du Comtat peuvent se blasonner ainsi : D’azur à trois poires d’or tigées et feuillées du même. |